# Plan Man
Plan Man (en hangul: 플랜맨; RR: Peulraenmaen) es una película surcoreana de 2014, dirigida por Seong Si-heub y protagonizada por Jung Jae-young y Han Ji-min.

## Sinopsis
Plan Man es una comedia romántica sobre un hombre que no podría vivir ni un segundo de su vida sin planificar el futuro, pero ahora está tratando de romper con este hábito. Jung-seok (Jung Jae-young) es un bibliotecario que se dedica a su vida diaria con todo planeado hasta el segundo. Con un trastorno de personalidad obsesivo-compulsivo, se despierta, cruza la calle, visita la tienda y se acuesta a la misma hora todos los días. Siempre que ve algo fuera de lugar, no puede evitar corregirlo, un rasgo que resulta particularmente molesto para sus compañeros de trabajo. Jung-seok se enamora de la cajera de una tienda local que demuestra una atención similar al orden y la limpieza. Cuando finalmente se arma de valor para confesarle sus sentimientos, se topa con So-jung (Han Ji-min), una joven música desordenada y de espíritu libre que vive su vida de manera espontánea, aventurera e impulsiva. Con la ayuda de So-jung, intenta cortejar a la chica de sus sueños, pero el único inconveniente es que esta quiere a alguien que no comparta su obsesión por la pulcritud. Así que ahora Jung-seok debe romper su rutina y ubicarse fuera de su zona de confort, ya que So-jung le pide que se presente a un programa de audición de nuevos talentos musicales junto con ella.

## Reparto
- Jung Jae-young como Han Jung-seok.[5]
- Han Ji-min como Yoo So-jung.[6][7][8]
- Cha Ye-ryun como Lee Ji-won.
- Jang Gwang como Goo Sang-yoon.
- Kim Ji-young como la psiquiatra.
- Joo Jin-mo como el dueño de la lavandería.
- Choi Won-young como Kang Byung-soo.
- Yoo Seung-mok como el escritor Lee.
- Jo Yong-jin como el joven Jung-seok.
- Go Seo-hee como la madre de Jung-seok.
- Park Gil-soo como el jefe de sección Nam.
- Park Jin-joo como Eun-ha.
- Park Jin-woo como Sang-hoon.
- So Hee-jung como Kyung-mi.
- Lee Han-na como chica de secundaria.
- Ha Jae-sook como la mujer letárgica.
- Kim Ji-hoon como Big man.
- Sung Byung-sook como Mi-young.
- Lee Ye-eun como Min-ji.
- Jung Young-gi como el gerente.
- Sung Gi-wook como el PD Seo.
- Yoon Kyung-ho como un hombre borracho.

## Producción
Plan Man es la película de debut del director Seong Si-heub. Para preparar su personaje, Han Ji-min aprendió a tocar la guitarra y el ukelele y tuvo también clases de canto. Durante la película su personaje interpreta cuatro canciones.

## Recepción
Según Pierce Conran (Korean Film Biz Zone), que alaba la capacidad para la comedia de Jung Jae-young, «aunque en su mayor parte es una comedia romántica ligera, a veces Plan Man se desvía de su curso con desvíos hacia el pasado. Estos flashbacks, que examinan la raíz del TOC de Jung-seok, prescinden por completo de la comedia (sin mencionar el romance) y cambian considerablemente el tono de la película».
Para Cho Dae-young, es una película que pretende hacer reír al público pero también presenta el doloroso pasado del protagonista, donde el poder de las actuaciones y el personaje garantizan la diversión cinematográfica.
Derek Elley (Film Business Asia) considera que la película «es totalmente predecible pero se mantiene ligera y espumosa durante la mayor parte de su duración gracias a la excelente química entre sus dos protagonistas»; asimismo señala que la actuación de Han Ji-min la anima de principio a fin, y que en sus números musicales «incluso convence como una cantante atrevida».